# Jacques Chatué
Jacques Chatué, né le 7 février 1958 à Ngam, dans la région du Sud du Cameroun, est un philosophe camerounais dont les champs de réflexion et de recherche portent, entre autres, sur l'épistémologie, la logique, l'éthique, la philosophie du droit et la philosophie de la religion. Professeur Titulaire à l'Université de Dschang, il occupe une place en vue dans l'épistémologie africaine, en général, et celle camerounaise, en particulier. 

## Biographie
Jacques Chatué est né le 7 février 1958 à Ngam, département du Dja-et-Lobo, région du Sud Cameroun. Il obtient, en 1976, son Baccalauréat A4 Espagnol au Lycée Général Leclerc et, la même année, il est Major au concours d’entrée à l’École Normale Supérieure de l’Université de Yaoundé. Major de promotion en 1981 (Diplôme de Professeur des Lycées d’Enseignement Général), Jacques Chatué intègre la fonction publique en 1981. Il enseigne la philosophie au Lycée Bilingue de Yaoundé pendant dix ans, puis est nommé Inspecteur Pédagogique Provincial de Philosophie à Bertoua en 1990. Le 4 juillet 1997, il soutient une Thèse de Doctorat N/R sur « La figure de Descartes dans l’épistémologie française contemporaine » à l’Université de Picardie Jules Verne (Amiens/France). Dans cette même université, il soutient, en 2007, son Habilitation à Diriger des Recherches (HDR). Jacques Chatué est, depuis 2016, Professeur Titulaire des Universités, et actuel Chef du Département de Philosophie, Psychologie, Sociologie de la Faculté des Lettres et Sciences Humaines de l’Université de Dschang ; il est par ailleurs responsable de l’Unité de Recherche de Philosophie et Sciences Sociales Appliquées (URPHISSA), et Directeur de collection aux Éditions Monange. 
Dans ses travaux de recherche, « [...] il convient de distinguer [le] Jacques Chatué de la jeunesse dont la pensée est particulièrement absconse, corsée, singulièrement élitiste parce que beaucoup trop spéculative, du Jacques Chatué de la maturité, qui amorce le moment descendant de la dialectique en abordant des questions pratiques d’ordre éthique et politique [...]. Le Jacques Chatué de la maturité fait sienne l’exigence selon laquelle "il faut redescendre de ces hauteurs pour contribuer à redresser les images qui sont sens dessus dessous dans la caverne de notre monde sub-lunaire. Autrement dit, il n’y a pas de sagesse qui ne s’éprouve dans l’action". »

## Principales thématiques

### Transculturalité
Comment envisager la philosophie, la science, la politique, l’économie, le droit, etc., dans un contexte de darwinisme normatif, marqué par « l’ubiquitaire menace de mort » ? En Afrique, les discours de la science, de la politique, de l’économie, du droit… doivent-ils s’exprimer en termes d’application/imposition ou en termes d’appropriation innovatrice ? Au surplus, doivent-ils s’offrir à notre soumission ou à notre conviction ? Au-devant de la lourde tendance à l’imposition (cogito d’imposition, sciences d’imposition, politique d’imposition, économie d’imposition, droit d’imposition…), Jacques Chatué, à travers son appel au réveil, ou plutôt, à « l’éveil épistémologique africain », postule la nécessité d’une affirmation/résistance de l’Afrique noire, en tant que nation(s). Cette nécessité se traduit dans sa philosophie par la notion de transculturalité, dont il fait un usage personnel. Face au postulat uniformiste, qui sous-tend à la fois les mouvements mondialiste et altermondialiste, et face aux approches holistes/fusionnistes du transculturel, cautionnées entre autres par les postcolonial/subaltern studies, Jacques Chatué offre une approche éminemment stratégique de la transculturalité, comme « métaphore d’un franchissement (sans abolition) des frontières » et comme « concept d’une transmissibilité des normes émanées de la normativité des peuples ». Pour lui, de fait, une culture peut et doit s’ouvrir « normativement » aux autres cultures, c’est-à-dire en émettant des normes nouvelles ; elle ne s’ouvre donc plus en souscrivant à la demande de fusion ou encore d’application de normes déjà disponibles. Dans ses deux tomes d’Épistémologie et transculturalité, respectivement dédiés au paradigme de Lupasco et au paradigme de Canguilhem, Jacques Chatué articule l’idée déterminante d’un pouvoir normatif de la science et de la culture, les deux étant liées chez l’homme par son souci de repousser ses limites. L’épistémologie attire l’attention sur la science vive, en tant qu’elle est une activité de recherche toujours en cours ; et dans chaque culture il y a des éléments vifs permettant une traversée des frontières tout en les maintenant.
Ainsi, en envisageant le rapport épistémologie et transculturalité en termes de doublet, en ceci que chacun des termes n’admet plus que des éléments dynamiques et normatifs, l’auteur opère un décrochage par rapport à la tentation d’approcher science et culture « comme des hypostases susceptibles d’être absolument distinguées ». À partir d’une approche de la science et de la culture moins comme « entités » que comme « activités », l’auteur d’Épistémologie et transculturalité dit circulairement de la culture qu’elle dé-dogmatise la science, c'est-à-dire l’idée de la science comme ayant un encrage culturel, et de la science qu’elle vient dé-dogmatiser la culture, la contraignant ipso facto à s’ouvrir à l’universel : la science n’est pas le seul fait des occidentaux, comme le font croire par exemple les adeptes des postcolonial studies.

### Réticularité
Le concept de réticularité peut, en effet, s’approcher de diverses façons selon qu’on le réfère à Bruno Latour, dans son articulation d’une « théorie de l’Acteur réseau » ; à Gilbert Simondon, dans son allégation d’un « relationnisme naturaliste et techniciste » ; à Michel Serres, dans sa postulation d’un « régime du Cogitat » ; ou encore à Gilles Deleuze, dans son affirmation de la « métaphore du rhizome ». Jacques Chatué le modifie quelque peu pour en faire un usage avant tout stratégique, loin par exemple de ses enfermements spéculatifs. À cet effet, en parlant d’une « conscience de réticularité », l’auteur de Les Stratégies du Cogitamus traduit, par-delà « la prise de conscience de la productivité sapientielle des réseaux, l’étude empirique des sagesses objectives et de leurs implications pour la fortitude interne de la philosophie et pour l’autoconstitution opératoire d’une politique de la nation ». Fortifier la philosophie ? C'est-à-dire l’inscrire dans des structures, des structures d’édition et de diffusion, d’animation ou de transmission, d’où elle se déploierait alors plus sûrement et plus amplement que lorsqu’elle ne se rattache qu’à des personnalités, même emblématiques.
L’allégation de la réticularité est donc, au fond, une exhortation à la constitution de « zones grises philosophiques » à caractère stratégique : « ll faut y voir un espace philosophique échappant aussi bien au contrôle de la philosophie majoritairement convenue, la philosophie agonistique, qu’à celui d’une philosophie unique, exerçant, au nom d’une rationalité supérieure, un contrôle sur les normes ou, d’ailleurs, sur leur absence érigée en norme négative. Là, nous situons la possibilité d’échanges philosophiques utiles d’abord à la fortification de la philosophie elle-même ». Pour Jacques Chatué, de fait, « ce qui plombe le plus l’activité philosophique africaine » réside dans la nécessité de la structurer elle-même, précisément en la dotant d’une puissance institutionnelle. À la vérité, si la philosophie africaine a ses « héros », il lui manque encore ses structures : « combien avons-nous, en Afrique, de facultés entièrement dédiées à la philosophie, de maison d’éditions consacrées à la philosophie ? » Dans cette optique, doter la philosophie de structures, c’est par exemple créer un Département de philosophie là où n’existe qu’une filière, une Faculté de philosophie là où n’existe qu’un Département ; et pourquoi pas envisager des instituts, ou même des universités de Philosophie etc.
« La réticularité, thème majeur de l’univers cognitif et axiologique de Jacques Chatué, [écrit Eugène Gabin Nguefack], procède d’une philosophie des structures qui tire sa source gnoséologique de la théorie spinozienne des corps, le corps humain métaphoriquement rapporté au corps social, portée par l’idée que chaque corps peut rechercher sa complétude auprès d’autres corps dans une dynamique relationnelle solidaire sur fond de rationalité "d’utile propre" ».

### Ordre public international
L’« ordre public », au sens du droit international privé, est la défense des valeurs civilisationnelles, morales, religieuses, sociétales et de politique législative d’une nation. Or, la protection de telles valeurs enjoint à l’éviction de toute loi étrangère jugée compétente devant le juge, même si la notion d’« ordre public objectif », issue de la tentation d’objectivation de l’ordre public, tend à retirer au juge son rôle d’interprétation et d’évaluation. Si, dans une Nation-État, le maintien de la famille dans le mariage est vécu comme valeur, à telle enseigne que le divorce ne peut être admis qu’en cas de faute et de faute grave rendant impossible le maintien du lien conjugal, on ne peut y appliquer une loi qui admettrait le divorce par consentement mutuel. L’ordre public international est donc, en général, l’expression des valeurs d’une nation, c'est-à-dire de sa conception des relations parents-enfants, des relations hommes-femmes, de la dignité, de la laïcité etc. Toutefois, pense Jacques Chatué, la prise en compte de l’ordre public comme « principe d’éviction de la loi étrangère » ne peut réellement s’opérer que sur la base d’une reconnaissance de ladite loi comme véhiculant d’autres mœurs, en tant qu’elles contiennent de lourds enjeux politiques et économiques. Ce qui lui permet d’approcher l’ordre public dans la veine spinozienne : comme obéissant à la logique de l’affirmation/résistance.
Son ouvrage L’Épistémologie d’Émile Meyerson est, tout en profondeur, un plaidoyer pour une autoconstitution d’un « ordre public endogène ». À partir d’une certitude de l’épistémologie d’Émile Meyerson comme faisant se rejoindre « volonté de raison » et « défiance à l’égard de ses réductions rationalistes », Jacques Chatué opère une transition de l’épistémologie à la politique, en envisageant l’hypothèse des « deux sciences » meyersoniennes, le « principe de Sadi Carnot » et la « mécanique analytique de Jean Louis Lagrange », comme permettant analogiquement « à la réalité de "l’ordre public " de se frayer une voie propre, distincte de celle qui mène à "l’espace public" et le constitue, en rapport étroit avec un rationalisme absolu ».
L’enjeu ultime de cette approche politique de l’œuvre de Meyerson est de disqualifier « l’idéologie mortifère » de l’expertise. On ne peut, vu que « toute science est indissociablement ombre et lumière », attendre de la politique qu’elle ne soit que lumière. La pensée politique, affirme-t-il, ne saurait être enfermée dans des « cénacles épistémologiques ». En reconnaissant le fait que certaines théories sont, ne serait-ce que dans leur genèse réelle, proches d’idées non scientifiques, l’auteur va s’opposer à l’absoluité de la distinction entre science et non science. D’où, logiquement, son appel à la réinsertion, au sein des sciences elles-mêmes, de la question par exemple des « origines », « la question des rapports de l’âme et du corps, la question du sort final du finalisme, voire de l’organicisme, toutes choses qui ne peuvent sans inconvénients épistémologiques se rabattre sur le seul socle des disciplines scientifiques […], du seul fait qu’elles touchent, de près, à la difficile question de l’humain de l’humain ». À cet effet, Jacques Chatué s’érige en faux contre toute acception de l’épistémologie comme sauvegarde interne de l’objectivité, en tant qu’une telle acception contribue fermement à l’élaboration de l’« espace public » dans son modèle objectiviste. C’est pourquoi, au fond, L’Épistémologie d’Émile Meyerson de Jacques Chatué prend principalement pour cible Jürgen Habermas, pour qui le sujet de la vérité est plus dans la « discussion argumentée », qui commande la démocratie dite délibérative, que dans une « subjectivité originaire ». Or, pour Jacques Chatué, non seulement on ne saurait tout soumettre à la discussion argumentée, du fait d’un certain noyau dur culturel à préserver, mais aussi, si on le faisait, on lèserait « ceux qui n’ont pas droit au chapitre de la discussion rationnelle effective » et, précisément, ceux qui ne peuvent s’expliquer clairement sur ce qu’ils veulent dire.

### Philosophie des institutions[26]
Face à la question de savoir si l’Afrique a, selon l’alternative du Président Barack Obama, besoin de « grands hommes » ou de « grandes institutions », Jacques Chatué pense qu’en réalité l’Afrique a besoin de « très grands hommes » : « grands, parce moralement supérieurs à eux-mêmes, et très grands, parce que assez stratèges pour animer la refonte radicale de nos institutions d’emprunt et la génération de celles qui nous conviennent en contexte ». En se référant à Platon chez qui, on le sait trop, le cœur du métier de philosophe consiste indissociablement en « la quête de la vérité » et « le désir d’instituer », Jacques Chatué recentre la tâche de la philosophie, en tant que le philosophe est le mieux placé pour interroger les institutions dans « leur nature et leur cohérence », dans « leur genèse et leur dynamique ». Une telle tâche qui, sans doute, suggère un effort philosophique partagé, commande que se taisent les basses compétitions des pairs, fût-il à titre provisoire. 
Aux marges de l’offre d’un rattachement des institutions aux États, dans son risque de la faire dépendre de la raison d’État, et de celle de leur rattachement à État de droit, dans son risque de les faire dépendre de la société de droit, Jacques Chatué pense qu’il faut envisager leur rattachement avant tout aux mœurs, « en tant qu’elles échappent à la dictature possible de l’opinion publique ». En se fondant sur la conviction que les institutions peuvent procéder d’une « volonté humaine d’humanité » et, partant, d’un véritable « désir de civilisation », l’auteur de L’Afrique noire et le biais épistémologique articule la nécessité d’un éclairage des logiques institutionnelles en les attribuant aux peuples auxquels elles se destinent. Dans la veine d’un Noam Chomsky qui, à propos de la « grammaire générative », soutient l’idée d’une disposition linguistique innée, et donc universelle, se déployant cependant de façon créative et contextuelle, Jacques Chatué admet l’idée d’une génération des institutions, c’est-à-dire l’idée des institutions comme impulsées par des « efforts novateurs » de la société. Pour lui, on le voit, les institutions s’envisagent plus en termes de création qu’en termes d’expression. Comme l’affirme l’auteur lui-même, son projet vise à « établir la possibilité d’une approche générative de la refonte des institutions en Afrique, et permet de dire la nécessité de situer le début des institutions dans un spécisme humain créatif assumé, et non dans un quelconque bellicisme ».

### Appropriation africaine du droit
En Afrique, le discours du droit doit-il s’offrir à notre soumission ou à notre conviction ? Au surplus, doit-il s’exprimer en termes d’application/imposition ou en termes d’appropriation innovatrice ? Devant la lourde tendance à l’imposition du droit et au maintien des peuples dans la sujétion juridique, vulgarisée notamment à travers le préjugé d’un « positivisme juridique », posant le droit comme corpus de commandement imposé à l’État ; et en face de la perspective de l’ordre juridique, s’appuyant exclusivement sur son autorité, Jacques Chatué et Brigitte Djuidje Chatué opposent l’idée d’une créativité juridique participative, consistant, en la mutation des lieux juridiques à la fois en chantiers d’invention, d’innovation et d’évaluation juridique, « aboutissant à un corpus de lois où les citoyens se reconnaissent véritables auteurs de leur propre loi ». L’articulation du sens d’une « appropriation africaine du droit », contre l’antinomie de leur « éviction pure et simple » et de leur « adoption en l’état », vise donc surtout à promouvoir un certain « droit vif » de fait opposé à un certain « droit mort ». 
« Auctoriale ou contextuelle, disent-ils, l’appropriation implique un "re-travail effectué en fonction d’une perspective endogène" », lequel re-travail est porté par l’obligation indéniable pour les juristes théoriciens africains de s’établir hors du droit, pour le penser. Or, admettre la nécessité de penser le droit, c’est souscrire à l’exigence épistémologique d’une créativité humaine infinie, « participative et instruite », ce que permet, seule, une approche normativiste du droit, spécifiquement endogène et innovatrice. C’est donc logiquement que la vogue du « Droit de développement » se voit tancée, car découlant de la proposition de « lois économiques favorables au développement » et de la suppression, au besoin, de « lois coutumières qui lui sont défavorables ». Parce qu’il répond plus à une « exigence idéologique », Chatué et Brigitte Djuidje Chatué sortent de la perspective du « droit de développement » en transitant par le « développement du droit » qui, lui, répond davantage à une « exigence épistémologique ». Car, comme on le sait, l’épistémologie cultive des doutes inhérents à l’activité scientifique, permettant d’approcher « tout savoir comme toujours en sursis », et, par suite, permettant la reconnaissance d’un droit à l’erreur des peuples.

### Sur lalaïcité
L’Afrique doit, au-devant des universaux, faire le choix de ses modes d’appropriation. Par la traduction, ou par la transaction, par l’essaimage ou par la rencontre, mais nullement par la simple application des offres exogènes, même drapées des oripeaux de l’universel.
Ainsi en est-t-il de la laïcité. Bien comprise, elle peut s’entendre non d’abord sur le mode conflictuel, « à la française », ou même sur le mode tolérant, « à l’anglaise », mais sur un mode collaboratif fort, qui signifierait la possibilité de saines connivences autour d’objectifs sociaux (éducation, santé, écologie), mais aussi autour d’objectifs proprement stratégiques : la nation et la citoyenneté, l’éthique publique et la géoéconomie, la diplomatie et les politiques sectorielles, etc.
Malheureusement, la laïcité « à la française », distillée par l’idéologie diversitaire, et à travers la philosophie culturaliste francophone, risque d’être un immense facteur d’insécurité axiologique à tous égards : éthique, épistémique, esthétique, politique. Cette figure de la laïcité s’adresse finalement à l’individu plus qu’au citoyen, et, mettant en avant l’espace public « républicain », elle s’assigne à protéger les droits prétendument absolus de la vie privée absolue. Par-là elle affecte, tel un acide dissolvant, le liant social réduit à un lien juridique. Elle affecte alors tout ce qui, dans une société, fait société.
Il faut donc, pour penser notre rapport à la laïcité, le sortir de ses modalités particulières et les offrir à la conceptualité philosophique. Alors on verra à quel point elle sollicite le concours lucide de la philosophie de la religion, de la philosophie du droit, et de la philosophie des sciences. Dans cette perspective la loi de séparation du religieux et du politique ne tiendrait pas d’un diktat religieux (césaro-papisme), ou politique (à la Joseph Staline). Elle relèverait de la raison scientifique et de la palabre, voire de la co-locution citoyenne. On verra aussi à quel point la laïcité s’excède lorsqu’elle voudrait reposer sur un modèle incantatoire de l’État de droit, au risque d’entraîner la perspective de la société de droit, société d’individus. Alors la laïcité, principe de séparation du religieux et du politique, mute en un principe de séparation des sphères présumées étanches, du privé et du public.
La laïcité mieux approchée nous aidera à briser, en premier, une collusion inique : celle de la politique obédientielle/gestionnaire, et de l’intrusion sorcellaire, identifiée comme telle par Peter Geschiere (Sorcellerie et politique en Afrique. La viande des autres). Pareille collusion constitue une contre-laïcité, qu’il faudra d’abord combattre. À l’encontre de cet état de fait, nous tenons que l’alliance bien comprise – collaborative forte – du religieux et de la politique peut être un multiplicateur de puissance, si indispensable en contexte.

### Sur lareligion[29]
La religion est indissociablement, mais à des degrés divers, une démarche spirituelle, une volonté sociale, et une école de sagesse. Tout dépend de l’emplacement du curseur. Depuis les évènements du 11 septembre 2001, l’intérêt pour le religieux va croissant, et le besoin s’exprime de le déplacer résolument de l’intime et des instituts théologiques pour l’offrir au cadre académique, d’où on tente de l’examiner à la lumière de diverses sciences. À côté de la théologie et des sciences religieuses, figure alors la philosophie du religieux. Celle-ci tente d’accéder, au-delà de l’efficacité exégétique et apologétique, mais aussi, au-delà de la prise en compte éminente du mystère, à ce qu’a de rationnel le fait même de la croyance, même s’il conviendrait, ensuite, d’en extirper tout élément de mystère. Dans le sens du syntagme « philosophie de la religion », le partitif « de » désigne à la fois la possibilité d’étudier thématiquement le religieux à partir du point de vue philosophique, mais aussi celle d’étudier la philosophie à partir d’un point de vue religieux. Cette réciprocation des études est peu envisageable dans le cadre d’une philosophie des « lumières radicales » (Jonathan Israël). Elle rend pourtant lisible des traditions philosophiques quasiment occultées. Il s’agit de la tradition du présuppositionnalisme, tel qu’exprimé par Cornelius Van Til ou Abraham Kuyper, et, plus près de nous, par Henri Blocher ou Lydia Jaeger, trop absents de l’univers bibliomental néocolonial. Par-là, nous avons un point de vue plus lucide sur la philosophie, davantage portée vers la critique qu’à l’autocritique. Par-là, ensuite, on se fait plus proche de l’humble discrétion d’un Blaise Pascal ou d’un Maurice Merleau-Ponty, que de l’orgueilleuse prétention d’un Voltaire ou d’un Jean-Paul Sartre, au-devant de la difficile question du sens de l’existence. Par-là, enfin, on peut ouvrir le débat sur les conditions de possibilité de la religion civile, présumément utile à l’idée concordataire de « nation » en tant qu’inscription politique du culturel. La religion civile peut jouer quelque rôle dans la résistance à un système néolibéral qui a besoin de consommateurs atones, espiègles et hostiles à toute consistance. Elle peut nourrir la nécessité de faire précéder la logique de la revendication des droits, par celle, peu courue, de la revendication des devoirs. Elle peut contribuer à la reformulation de la question harendtienne de la liberté d’être libre.

### Ouvrages
- Les Stratégies du Cogitamus. Essai sur le concept de réticularité, Yaoundé, Les Éditions du Patrimoine, 2021,  (ISBN 978995653022-9), 160 p.
- En collaboration avec Roger Mondoué, Marlène Sokeng-Fomena, Christian Toumba Patalé[31], Christelle Mezanou, et Romuald Dezo Mouafo, Introduction générale à l’épistémologie. Tome 1 : Notion d’Épistémologie et Éléments d’Épistémologie Régionale, Dschang, Dschang University Press, 2020,  (ISBN 978-9956-30-097-6), 187 p.
- L’Éthique de la recherche en 7 points. Approche déontologique et contextuelle, Préface de Jean-Emmanuel Pondi, Yaoundé, Les Presses Universitaires de Yaoundé, 2018,  (ISBN 978-2-84936-110-8), 169 p.
- En codirection avec Maurice Tsalefac et André Liboire Tsala Mbani (dir.), Créativité socio-politique et réécriture de soi en Afrique. Mélanges offerts au Professeur Charles-Robert Dimi. Tome 1 : Commentaires et Témoignages, Yaoundé, Éditions Patrimoine, 2018,  (ISBN 978-9956-530-10-6), 298 p.
- Épistémologie et sciences de développement. Questionnements sur une imposture théorique, Préfacé par Hubert Mono Ndjana, Yaoundé, CLÉ, 2014,  (ISBN 978-2-37015-153-7), 287 p.
- En collaboration avec Roger Mondoué, Histoire de la logique. Logique classique intra- et interpropositionnelle. (History of Logic. Intra and Interpropositionnal Logic), Paris, L’Harmattan, 2014,  (ISBN 978-2-343-04340-1), 130 p.
- L’Épistémologie d’Émile Meyerson. Éléments pour une réception politiste africaine, Collection Problématiques Africaines, Paris, L’Harmattan, 2012,  (ISBN 978-2-296-99062-3), 224 p.
- L’Afrique noire et le biais épistémologique, Yaoundé, CLÉ, 2012,  (ISBN 978-2-37015-087-5), 95 p.
- Épistémologie et transculturalité : le paradigme de Lupasco (tome 1), Préface de Laurent Bove, Collection Épistémologie et Histoire des sciences, Paris, L’Harmattan, 2010,  (ISBN 978-2-296-10666-6), 166 p.
- Épistémologie et transculturalité : le paradigme de Canguilhem (tome 2), Préface de Laurent Bove, Collection Épistémologie et Histoire des sciences, Paris, L’Harmattan, 2010,  (ISBN 978-2-296-10667-3), 186 p.
- Senghor philosophe. Cinq études, Préface de Charles-Robert Dimi, Yaoundé, CLÉ, 2009,  (ISBN 9956-0-9127-8), 163 p.
- Basile-Juléat Fouda. Idiosyncrasie d’un philosophe africain, Préface de Philippe Laburthe Tolra, Collection Études Africaines, Paris, L’Harmattan, 2007,  (ISBN 978-2-296-03812-7), 278 p.

### Articles
- En collaboration avec Brigitte Djuidje Chatué, « Réflexions philosophico-juridiques sur les alternatives de l’appropriation africaine du droit », dans Revue Africaniste Inter-Disciplinaire (RAID), no 7, Yaoundé, Monange, 2019, pp. 171-184.
- « Bible et science : un même combat », in Science et Religion : convergence ou antagonisme ?, Yaoundé, CLÉ, 2018.
- « La vie privée : un concept équivoque au fondement de la philosophie des droits de l’homme », in Revue de la fondation Raponda-Walker pour la science et la culture, no 8, 2018, pp. 711-725.
- « Épistémologie et auto-constitution minimum d’un système universitaire : remarques sur la philosophie de la réforme universitaire au Cameroun » in Luc Ngwé et Hilaire De Prince Pokam (dir.), L’enseignement supérieur au Cameroun depuis la réforme de 1993 : dynamiques et perspectives, Dakar, CODESRIA, 2016, pp. 81-104.
- « Sur le versant épistémologique de l’argumentaire éthique : lecture comparée de L’évolution créatrice d’Henri Bergson et du Phénomène de la vie de Hans Jonas », in Ébénézer Njoh Mouelle et Émile Kenmogne, Vie et éthique de Bergson à nous, Paris, L’Harmattan, 2015.
- En collaboration avec Sokeng Marlène, « La philosophie profonde de la nature d’Henri Bergson à l’aune de la philosophie cosmologique de Michel Serres », in Ébénézer Njoh Mouelle et Émile Kenmogne, Vie et éthique d’Henri Bergson à nous, Paris, L’Harmattan, 2015.
- En collaboration avec Egoué Casimir Junior, « Edgar Morin et le traitement de la question écologique : une originalité aporétique ? », in Nka’ Lumière. Revue interdisciplinaire de la Faculté des Lettres et Sciences humaines », n° 13, du 1er semestre 2015, pp. 87-103.
- « Qu’appelle-t-on vulgariser ? Éléments pour un bilan d’étapes des pratiques de vulgarisation en Afrique sub-saharienne », in Nká’ Lumière. Revue interdisciplinaire de la Faculté des Lettres et Sciences Humaines, no 12, 2014, pp. 83-106.
- « Ébénézer Njoh Mouellé, ou la perspective d’une productivité de l’intelligence », in Ebénezer Njoh Mouellé, Penseur du développement et de la politique, Actes de la journée d’étude et d’hommage organisée par les Éditions CLÉ de Yaoundé le 31 octobre 2013, réunis et édités par Émile Kenmogne, Yaoundé, CLÉ, 2014, pp. 69-100.
- « À propos de la réception extranéiste des transformations de la philosophie : remarques sur les « philosophies d’effets », in Ébénézer Njoh Mouellé (dir.), La philosophie et les interprétations de la mondialisation en Afrique, Paris, L’Harmattan, 2009, pp. 213-227.
- « Hosties noire, ou l’idée de la mort offerte comme suspension », in Louis Bertin Amougou (dir.), La mort dans les littératures africaines contemporaines, Paris, L’Harmattan, 2009, pp. 31-47.
- « À propos des philosophèmes mathématiques de Senghor », in Nka’ Lumière. Revue interdisciplinaire de la Faculté des Lettres et Sciences Humaines, n° 4, 2006. pp. 315-350 ; et Éthiopiques. Revue négro-africaine de littérature et de philosophie, n° 79, 2ème semestre 2007, pp. 163-182.
- « La bonne gouvernance et le réquisit d’expertise : de l’hypostase à l’appropriation », in « Dialogue et réconciliation », Revue scientifique bilingue, Dossier « Gouvernance locale : Au-delà de l’impasse. Quelle alternative ? » Vol. 3, n° 3, 2ème trimestre 2007, Yaoundé, éd. Sep et Sa’agraph, pp. 128-139.
- « Le savoir scolaire et l’idéal de sagesse », in Michel Ngueti (dir.), Comment devenir quelqu’un, Yaoundé, Presses Universitaires de Yaoundé, 2007, pp. 116-121.
- « Fabien Éboussi Boulaga, ou la dissidence par la norme », contribution in Collectif Philosophes du Cameroun, Yaoundé, Presses Universitaires de Yaoundé, 2006, pp. 297-316.
- « Plaidoyer pour une épistémologie des sciences du développement », in Revue Sciences agronomiques et développement, vol II, n° 1, Juin 2003, p. 90-100. Reproduit in Revue Camerounaise des Sciences Appliquées, Yaoundé, 2006.
- « À quand les états généraux de la santé au Cameroun ? La sonnette d’alarme du livre de Nicolas Monteillet : Le pluralisme thérapeutique au Cameroun. Crise hospitalière et nouvelles pratiques populaires, Paris, Karthala, 2005, 267 p., in Revue « Terroirs,  Revue africaine de sciences sociales et de culture », 1-2, 2006, pp. 157-168.
- « L’idéal structural à l’épreuve de l’indigénisme épistémologique », in Intel’Actuel. Revue de Lettres et Sciences Humaines, N° 2, 2003, Dschang University Press, reproduit in Terroirs, Revue africaine de sciences sociales et de culture, n° 3/2005, pp. 81-98.
- « Hommage africain à Paul Ricœur », in Journal « Patrimoine », Yaoundé, juillet 2005.
- « Senghor et la raison, ou l’idée d’un legs proprement philosophique du senghorisme théorique », in  Marcelin Vounda Etoa (dir.), Le siècle Senghor, Yaoundé, Presses Universitaires de Yaoundé, 2003, pp 53-73.
- « Sur la qualification épistémologique des philosophies de la nature », in Nka’ Lumière. Revue interdisciplinaire de la Faculté des Lettres et Sciences Humaines, n° 2, 2001, pp. 100-119.